# Kira Nerys
Kira Nerys je fiktivní postava v televizním sci-fi seriálu Star Trek: Stanice Deep Space Nine.
Kira Nerys je plukovníkem v Bajorské milici, ozbrojené složce na planetě Bajor. Předtím byla členkou bajorského odboje během cardassijské okupace. Krátce byla komandérem Hvězdné flotily na přelomu let 2375-2376. Sloužila jako bajorský atašé na stanici Deep Space Nine a později převzala velení stanice. Sehrála klíčovou úlohu pro přežití Cardassijské rebelie proti Dominionu.